# Xã Lime Lake, Quận Murray, Minnesota
Xã Lime Lake (tiếng Anh: Lime Lake Township) là một xã thuộc quận Murray, tiểu bang Minnesota, Hoa Kỳ. Năm 2010, dân số của xã này là 181 người.